# Шинбулак
Шинбула́к (каз. Шыңбұлақ) — село у складі Жуалинського району Жамбильської області Казахстану. Входить до складу Жетітобинського сільського округу.
До 1993 року село називалося Братське.
Населення — 1036 осіб (2021; 809 у 2009, 714 у 1999, 706 у 1989).